# Torremocha de Jarama
Torremocha de Jarama es un municipio y localidad española de la Comunidad de Madrid. El término municipal tiene una población de 1132 habitantes (INE 2024).

## Símbolos
El escudo heráldico y la bandera que representan al municipio fueron aprobados oficialmente el 19 de enero de 1989. El escudo se blasona de la siguiente manera:

Partido. 1º  en campo de azur, una torre desmochada y mazonada sobre ondas de plata. 2.º en campo de oro; cinco estrellas de ocho puntas, de azur, dispuestas en sotuer. Al timbre corona real cerrada.
Boletín Oficial del Estado nº 36 de 11 de febrero de 1989

La descripción textual de la bandera es la siguiente:

De color rojo con el escudo del Ayuntamiento en el centro.
Boletín Oficial del Estado nº 36 de 11 de febrero de 1989

## Geografía
Ubicación
El municipio se encuentra en el noreste de la Comunidad de Madrid, limita con la provincia de Guadalajara y está a una distancia de 63 km de Madrid. Por el municipio fluyen el río Jarama y el arroyo San Román. El terreno tiene una altura media de 707 m sobre el nivel del mar, siendo este llano. Además pasan por él algunos canales artificiales. 
| Noroeste: El Berrueco | Norte: Patones | Noreste: Patones |
| Oeste: Torrelaguna    |                | Este: Uceda      |
| Suroeste: Torrelaguna | Sur: Uceda     | Sureste: Uceda   |

## Transporte público
Torremocha tiene tres líneas de autobús. Una de ellas tiene cabecera en el intercambiador de Plaza de Castilla. Las otras dos líneas comunican Torremocha con otros municipios de la zona.
| Línea | Recorrido                                |
| ----- | ---------------------------------------- |
| 197   | Madrid (Plaza de Castilla) - Torrelaguna |
| 197A  | Torrelaguna - Patones - Uceda            |
| 913   | Torrelaguna - Patones                    |

Sólo algunas de las expediciones de la línea 197 prestan servicio al municipio, terminando la mayoría en Torrelaguna y siendo necesario enlazar con la línea 197A y línea 913. Se recomienda consultar horarios.

## Historia

### Edad Antigua
La fundación parece tener sus orígenes en tiempos del Imperio romano.

### Edad Media
Durante la Edad Media el pueblo no era más que unas pocas casas en torno al núcleo del pueblo formado por una ermita construida en el siglo XIII y el torreón de la antigua fortaleza.
En el siglo XIV Torremocha constituye su propio concejo y gana en importancia y en población.

### Edad Moderna
En 1556 la ermita se convirtió en la iglesia de San Pedro Apóstol.

### Edad Contemporánea
En 1812 se independizó del Ducado de Uceda.
A mediados del siglo XIX, el lugar contaba con una población censada de 268 habitantes. La localidad aparece descrita en el decimoquinto volumen del Diccionario geográfico-estadístico-histórico de España y sus posesiones de Ultramar de Pascual Madoz de la siguiente manera:

TORREMOCHA: l. con ayunt. de la prov. y aud. terr. de Madrid (10 leg.), part. jud. de Torrelaguna (1), c. g. de Gastilla la Nueva, dióc. de Toledo (22): sit. en terreno llano y á la márg. der. del r. Jarama; le combaten con mas frecuencia los vientos N. y O.; el clima es templado y se padecen por lo comun intermitentes: tiene 106 casas, la de ayunt.; escuela de primeras letras comun á ambos sexos, dotada con 1,100 rs., y una igl. parr. (San Pedro) con curato de entrada y de provision ordinaria: el cementerio está en parage que no ofende á la salud pública, y los vec. se surten de aguas para sus usos de las de una fuente y de las del canal titulado Cabarrus, que pasa á poca dist. del pueblo: el térm. confina N. Patones; E. Uceda; S. Talamanca, y O. Torrelaguna; se estiende una leg. de N. á S., e igual dist. de E. á O., y comprende hermosas huertas, un pequeño soto con chopos y otros árboles, varias canteras de cal y yeso, diferentes árboles al rededor de un molino harinero y algún viñedo y olivares: le atraviesa pasando á 1/4 de hora del pueblo el citado r. Jarama, y el canal de Cabarrus que dista 1/8 de leg. pasando entre él Jarama y la pobl.: con las aguas de este canal se riega bastante terreno: este es de escelente calidad. caminos: los que dirigen á los pueblos limítrofes: el correo se recibe en Torrelaguna. prod.: trigo, cebada, centeno, vino, aceite y toda clase de legumbres; mantiene ganado lanar y vacuno; cria caza de liebres, conejos y perdices, y pesca de barbos y cachos. ind.: la agrícola y 2 molinos harineros. pobl.: 45 vec., 268 alm. cap. prod.: 1.818,167rs. imp.: 76,860, contr.: 9'65 por 100.
(Madoz, 1849, p. 94)

## Demografía
Cuenta con una población de 1132 habitantes (INE 2024).
| Gráfica de evolución demográfica de Torremocha de Jarama entre 1842 y 2021 |
| |
| Población de derecho según los censos de población del INE Población de hecho según los censos de población del INEEn estos censos se denominaba Torremocha: 1842, 1857, 1860, 1877, 1887, 1897, 1900 y 1910 |

## Economía

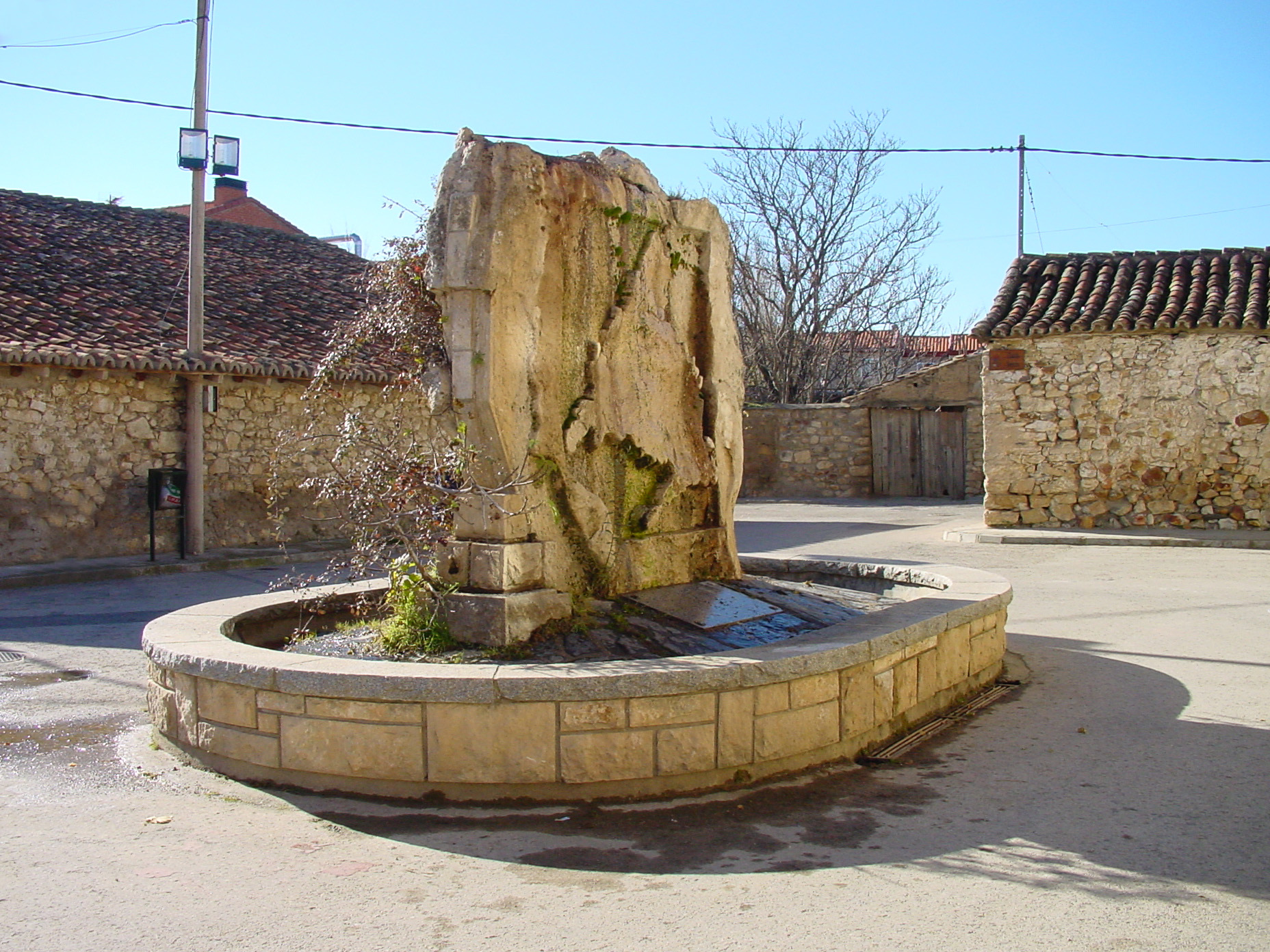
Fuente de piedra en Torremocha de Jarama

Tiene la estructura urbana y la arquitectura de una aldea de Castilla la Vieja dedicada al cultivo del cereal y complementado con viñedo y olivar. Cuenta con casi 70 empresas artesanales, agroalimentarias, de servicios..., este incremento de población se debe al empadronamiento de personas procedentes de la urbanización "El Retiro".
Probablemente se trata de un buen ejemplo de revitalización socioeconómica, porque si bien es cierto que hay gente que trabaja en Madrid es difícil encontrar pueblos con una ratio de 1 empresa por cada 10 habitantes.
En este pueblo en la antigua fábrica de harina, enfrente del río Jarama y en el límite con la provincia de Guadalajara, concretamente con el municipio de Uceda, se ha grabado el programa de televisión emitido en Cuatro (canal de televisión): Bake Off España.

## Política
El alcalde de Torremocha de Jarama es el independiente Carlos Rivera Rivera que lleva de alcalde desde el inicio de la democracia en 1979.

## Patrimonio

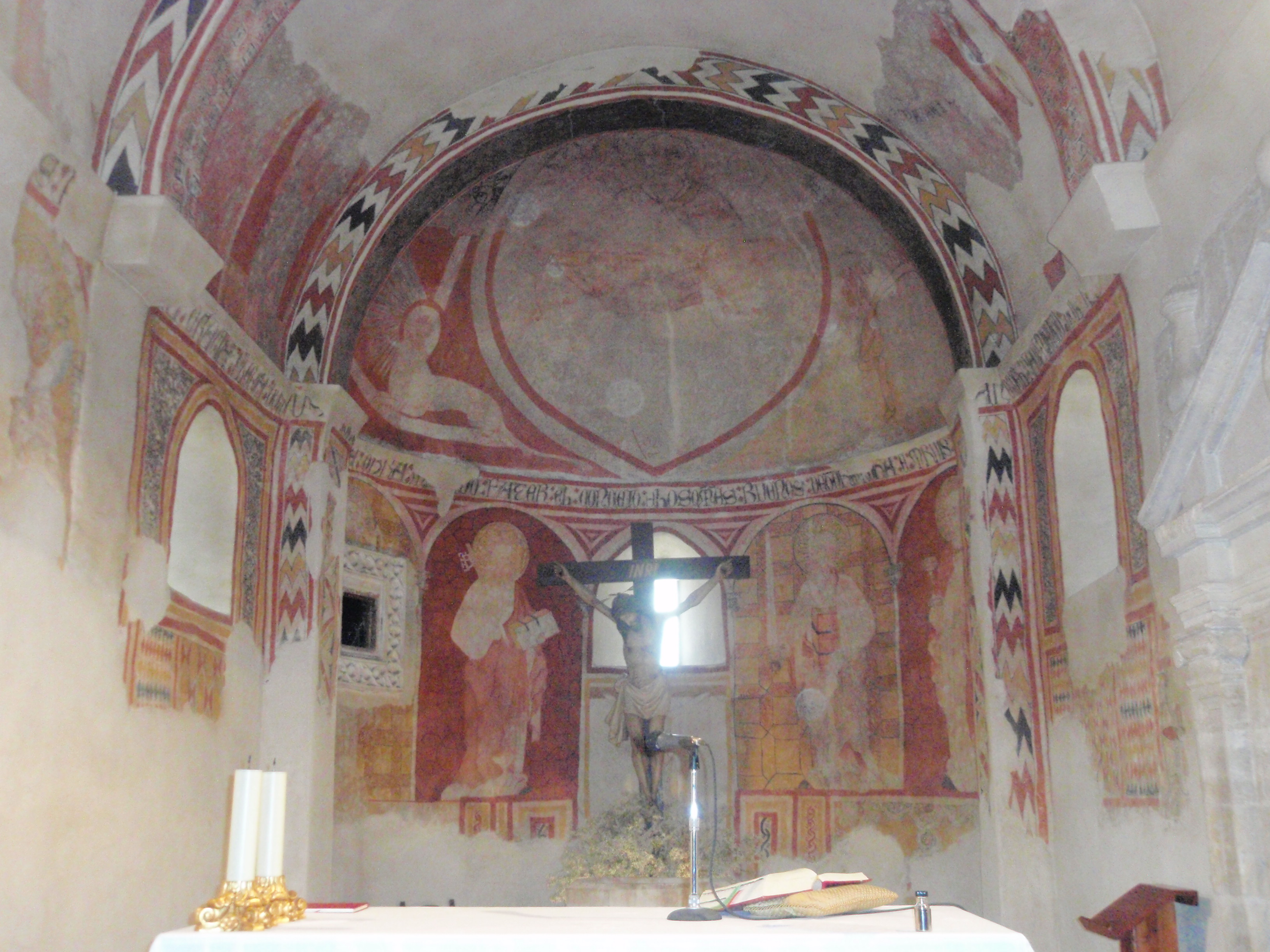
Altar de la iglesia de San Pedro, Torremocha de Jarama

En la localidad se encuentra la iglesia parroquial de San Pedro.